# Unterseeboot 222
Le Unterseeboot 222 (ou U-222) est un sous-marin allemand (U-Boot) de type VII.C utilisé par la Kriegsmarine (marine de guerre allemande) pendant la Seconde Guerre mondiale

## Historique
Mis en service le 9 mai 1942, l'Unterseeboot 222 entre en période d'entraînement dans la 8. Unterseebootsflottille à Danzig en Pologne.
Au cours de l'un de ces exercices d'entrainement, il coule le 2 septembre 1942 dans la Mer Baltique à l'ouest de Pillau, à la position géographique de 54° 25′ N, 19° 30′ E après une collision avec l'U-626. 
Cet accident coûte la vie à quarante-deux des quarante-cinq sous-mariniers membres d'équipage.

## Affectations
- 5. Unterseebootsflottille à Danzig du 23 mai au 2 septembre 1942 (entraînement)

## Commandement
- Oberleutnant zur See, puis Kapitänleutnant Ralf von Jessen du 23 mai au 2 septembre 1942

## Navires coulés
L'Unterseeboot 222 n'a ni coulé, ni endommagé de navire ennemi n'ayant pris part à aucune patrouille.

### Référence
1. ↑  http://uboat.net/boats/u222/html

### Source
- (en) Cet article est partiellement ou en totalité issu de l’article de Wikipédia en anglais intitulé « German submarine U-222 » (voir la liste des auteurs).